# Gymnocalycium erinaceum
Gymnocalycium erinaceum ist eine Pflanzenart in der Gattung Gymnocalycium aus der Familie der Kakteengewächse (Cactaceae).  Das Artepitheton erinacea leitet sich vom lateinischen Wort erinaceus für ‚Igel‘ ab und verweist auf die stachelige Bedornung der Art.

## Beschreibung
Gymnocalycium erinaceum wächst einzeln mit graugrünen bis bräunlich grünen, glauken, abgeflacht kugelförmigen bis kugelförmigen Trieben, die bei Durchmessern von 5,5 Zentimetern Wuchshöhen von bis zu 5 Zentimeter erreichen. Es sind zwölf Rippen vorhanden. Die anfangs dunkelbraunen Dornen werden später gräulich weiß. Ihre Spitze und ihre Basis sind dunkler. Die ein bis zwei Mitteldornen sind bis zu 1 Zentimeter lang. Die sieben bis neun Randdornen weisen eine Länge von 6 bis 8 Millimeter auf. Ein Randdorn ist abwärts gerichtet, die übrigen sind paarig angeordnet und zeigen seitwärts.
Die trichterförmigen weißen Blüten sind bis zu 5,5 Zentimeter lang und weisen einen Durchmesser von 4,8 Zentimeter auf. Die bläulichen Früchte sind spindelförmig, bis zu 1,6 Zentimeter lang und erreichen einen Durchmesser von 1,3 Zentimeter.

## Verbreitung, Systematik und Gefährdung
Gymnocalycium erinaceum ist in den argentinischen Provinzen Córdoba und Santiago in Höhenlagen von 500 bis 1500 Metern verbreitet.
Die Erstbeschreibung erfolgte 1985 durch Jacques G. Lambert.
In der Roten Liste gefährdeter Arten der IUCN wird die Art als „Least Concern (LC)“, d. h. als nicht gefährdet geführt.

## Nachweise